# Cooperation and Development Network Eastern Europe
Das Cooperation and Development Network Eastern Europe (Kurzbezeichnung: CDN) ist ein Netzwerk grüner Jugendorganisationen in Mittel-, Ost- und Südosteuropa sowie dem Kaukasus.

## Geschichte
CDN wurde im Dezember 2002 mit dem Ziel gegründet, grünen Jugendorganisationen in Ost- und Südosteuropa Hilfe und Unterstützung vor allem durch gegenseitigen Austausch zu leisten. Vor allem durch die Bereitstellung eines Netzwerkes, welches unabhängig von den Strukturen grüner Arbeit westeuropäischer Prägung arbeiten kann, sollte bereits bestehende Kompetenz weiter vermittelt und neue Felder politischer Arbeit erschlossen werden. Ein weiterer Faktor bildete die Anerkennung der Tatsache, dass gewisse Methodiken und Ansprüche – aufgrund grüner Ideologie – an die Verhältnisse Osteuropas angepasst werden müssen.
Die erste unter den Strukturen des CDN durchgeführte Aktivität war das Summer Camp 2003 in Jahorina, Bosnien, mit 80 jungen Teilnehmern aus ganz Europa unter dem Titel „Frieden und Versöhnung auf dem Balkan“. Das Summer Camp hat sich als kontinuierliche Aktivität des CDN auf jährlicher Basis durchgesetzt. Folgend wurden Summer Camps in Ohrid, Mazedonien, mit dem Titel „Nachhaltiger Frieden & Wohlstand auf dem Balkan“, in Costinești, Rumänien, mit dem Titel „Menschenhandel in Osteuropa“ und in Kopaonik, Serbien, mit dem Titel „Europäische Kulturen – Verschiedenartigkeit stärken“ veranstaltet. Für 2007 ist ein Summer Camp in der Ukraine zum Titel „Jugendmobilität und Visa“ geplant.
Die Grüne Jugend trat mit ihrem Landesverband Brandenburg im Dezember 2003 als erste Organisation aus der Europäischen Union bei. Grund hierfür war der Wunsch der Grünen Jugend Brandenburg, durch Bereitstellung von Kompetenzen Unterstützung beim Aufbau einer grünen Organisation in einem weniger grün orientierten Umfeld zu leisten. Im Mai 2006 wurde der Bundesverband der Grünen Jugend anstelle des Landesverbandes Brandenburg Partnerorganisation.

## Struktur und Organisation
CDN ist als Tochterorganisation aus der Federation of Young European Greens (FYEG) hervorgegangen. Strukturell bilden beide Organisationen eine enge Verbindung, vor allem hinsichtlich der Bildungsarbeit. Darüber hinaus ist ein Großteil der Mitglieds- und Partnerorganisationen von CDN auch Mitglied der FYEG.
CDN ist ein Netzwerk aus Mitglieds- und Partnerorganisationen. Diese Unterscheidung, Partnerorganisationen sind Organisationen mit Sitz in der Europäischen Union, wurde auf der Vollversammlung (Network Meeting) 2005 in Bitola, Mazedonien, getroffen. Dies hat Auswirkungen auf Stimmrecht auf der Vollversammlung sowie der Anzahl der möglichen Mitglieder im Vorstand – lediglich ein Mitglied kann aus der EU kommen.
Höchstes beschlussfassendes Gremium ist das Network Meeting, in dem alle Mitglieds- und Partnerorganisationen mit maximal zwei Delegierten vertreten sind. Dabei verfügt jede Mitgliedsorganisation über jeweils eine Stimme. Das Network Meeting stimmt über die erfolgte politische und Bildungsarbeit sowie den Finanzhaushalt des vergangenen Jahres und den Haushalt sowie geplante Aktivitäten des kommenden Jahres ab. Darüber hinaus wählt und entlässt es den quotierten Vorstand (Executive Committee).
Das Executive Committee (EC) übt die politische und organisatorische Arbeit zwischen zwei Network Meetings aus. Das EC besteht aus 5 Mitgliedern, von denen mindestens zwei weiblichen Geschlechts sein müssen und höchstens eins von einer Partnerorganisation kommen kann. Das EC tagt mindestens fünf Mal jährlich.
Seit Mitte des Jahres 2006 verfügt CDN über eine Gender Working Group. Diese CDN Gender Group arbeitet, unterstützt durch die Strukturen, die CDN bereitstellen kann, an der Problematik der (Un-)Gleichbehandlung der Geschlechter in den Gesellschaften Osteuropas. Hier stehen vor allem die Probleme, denen sich junge Frauen in Osteuropa ausgesetzt fühlen, hinsichtlich der Vereinbarkeit von Familie und Beruf, im Vordergrund.

## Förderer
Das CDN wird seit seiner Gründung umfangreich und nachhaltig durch das Green Forum Sweden unterstützt und gefördert. Darüber nimmt CDN am Jugendprogramm der Europäischen Kommission teil, hier vor allem hinsichtlich der Umsetzung von Exchanges, einem Instrument zum Austausch junger Menschen aus ganz Europa. Dies wird aufgrund der Neuausrichtung des Jugendprogrammes ab 2007 (mit dem Titel „Youth in Action“) voraussichtlich mehr den Anforderungen von Jugendarbeit in Osteuropa entsprechen. Ein anderer Förderer ist die Jugendstiftung des Europarates. Die derzeitigen Aktivitäten des CDN werden hauptsächlich unter den Anforderungen der Europaratskampagne „All Different – All Equal“ durchgeführt.
Darüber hinaus werden einzelne Aktivitäten durch das Bundesverwaltungsamt, Referat Internationaler Jugendaustausch im Bereich des Bundesministeriums für Familie, Senioren, Frauen und Jugend sowie des Auswärtigen Amtes, durch Parlamentarier des Europäischen Parlamentes sowie der Federation of Young European Greens gefördert.

## Bildungspolitische Arbeit
Hauptsächliches Instrument der Bildungspolitischen Arbeit des CDN sind Internationale Austausche junger Menschen. Diese gliedern sich, aufgrund der Richtlinien der Förderer, in Seminare (u. a. das Summer Camp) im Rahmen der Jugendstiftung des Europarates, Exchanges als Teil der Action 1 des Jugendprogrammes der Europäischen Kommission, Study Sessions im Budapest Study Center des Europarates und Pilot Projects als Teil der Action 3 des Jugendprogrammes der Europäischen Kommission. Darüber hinaus werden die Homepage, E-Lists und audiovisuelle Materialien als Mittel zum gegenseitigen Austausch unter den Partner- und Mitgliedsorganisationen genutzt.

## Mitglieds- und Partnerorganisationen
Derzeit (Stand November 2006) sind folgende Organisationen Mitglied im Cooperation and Development Network Eastern Europe:
- DEM – Mladi, The Ecologists' Movement Youth, Nordmazedonien
- Zelena omladina Srbije, Serbien
- Zelena Molody Ukraini, Ukraine
- Green Party – Youth Club, Bulgarien
- Asociaţia VERZII, Romanian Young Greens, Rumänien
- Albanian Young Greens, Albanien
- Ecosphere, Belarus
- Young Greens, Türkei
- SAEM, Georgien
- Earth Savers, Kosovo
- Revolt, Bosnien-Herzegowina

Folgende Organisationen sind Partner im Cooperation and Development Network Eastern Europe:
- Zöld Fiatalok, Ungarn
- Green Alternative, Lettland
- Young Greens, Polen
- Grüne Jugend, Deutschland
- Gibanje Slovenske Mladine, Slowenien